# Türksat–1A
Türksat–1A lett volna az első török teszt kommunikációs űreszköz.

## Jellemzői
Technikai (sikertelen pályára állítás) okok miatt a műholdakat rendszeresen két példányban készítik. Sikeres pályára állítás esetén a másik műhold már rendszerelemként szolgál.

## Küldetés
Konzorcium építette: az Aerospatiale Espace et Defense (ma: Alcatel Space Industries) francia, és a Daimler -Benz Aerospace GmbH (német). Gyártási platform az Aérospatiale Spacebus–2000 volt. Felügyeletét a török Turksat A.Ş végezte. Társműholdja Eutelsat–2 F5
Megnevezései:  COSPAR: 1994-F01.
1994. január 24-én  a Guyana Űrközpontból ELA2 (LC–Launch Complex) jelű indítóállványról egy Ariane–4 (Ariane-44L H10+) hordozórakétával kívánták közepes magasságú Föld körüli pályára állítani.
Alakja prizma, méretei 2,8 × 2,2 × 2,5 méter. Teljes tömege hajtóanyaggal 1743, műszerezettsége 1078kilogramm. Szolgálati idejét 10 évre tervezték. Az űreszközhöz napelemeket (a napelemek fesztávolsága 22,4 méter) rögzítettek, éjszakai (földárnyék) energia ellátását újratölthető kémiai akkumulátorok biztosították volna.
1994. január 24-én rakétatechnikai hiba miatt 12 perc 12 másodperc után visszaesett az Atlanti-óceánba.